# 尿吸収パッド

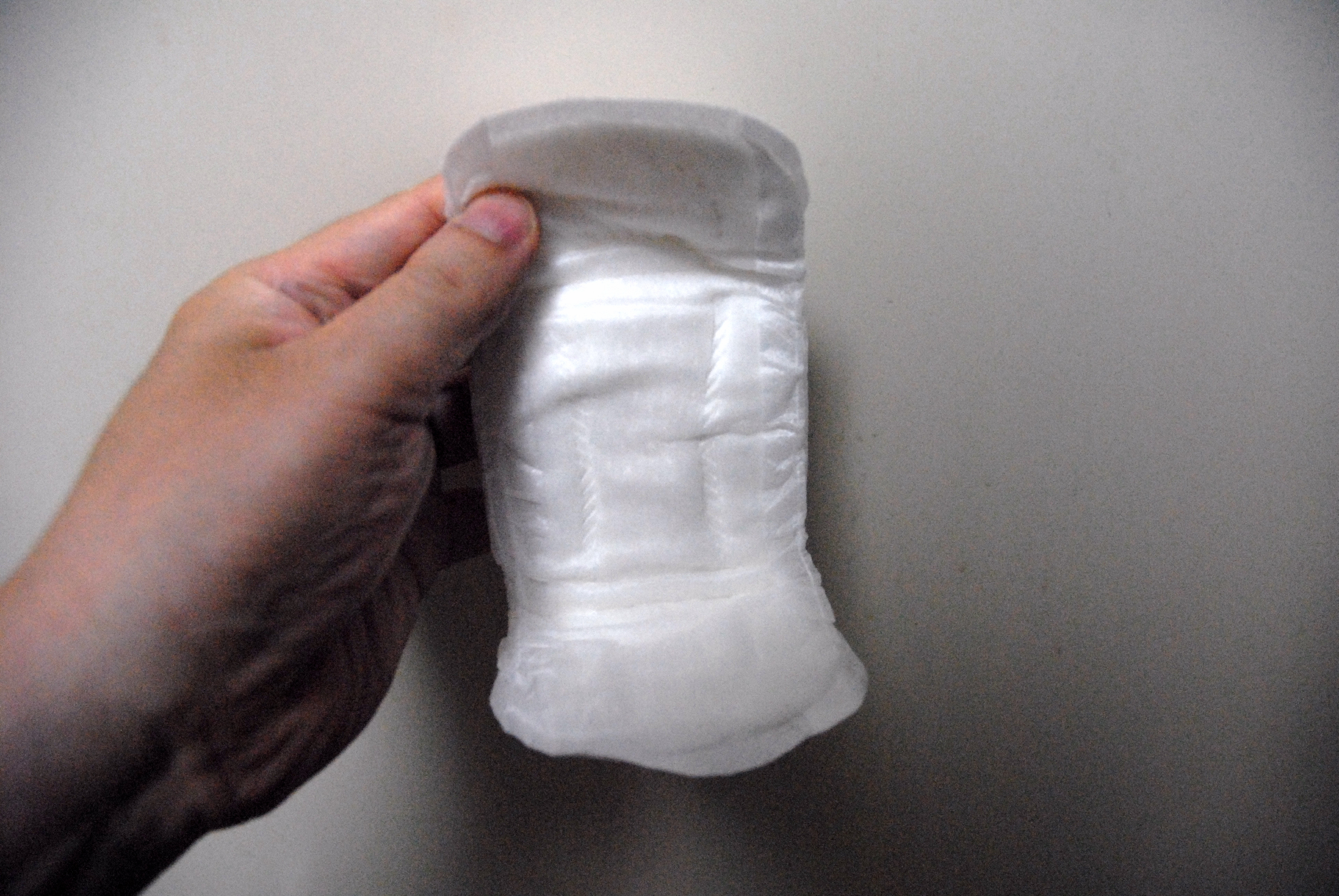
女性用尿吸収パッドの例（ポイズパッド（クレシア））

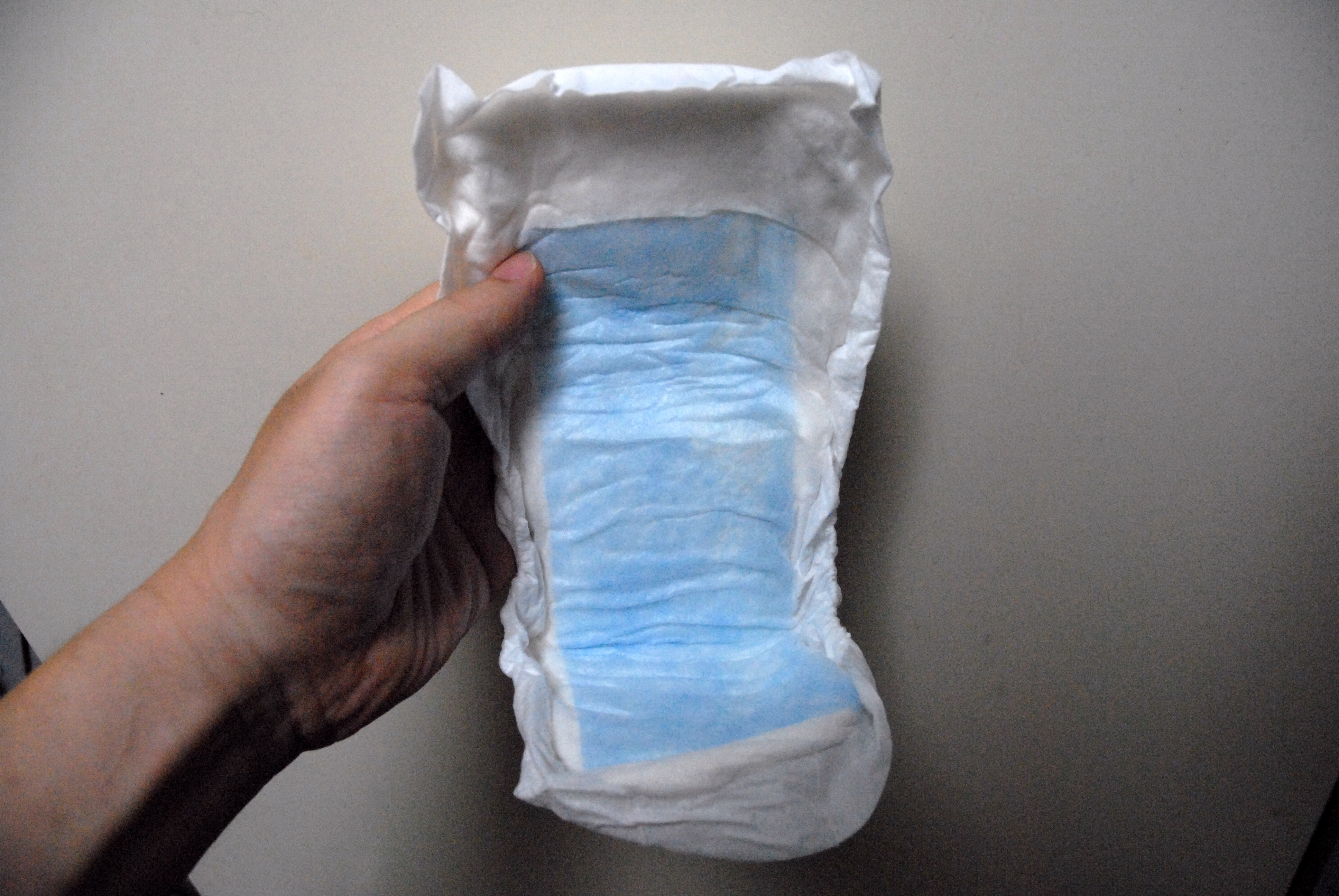
陰茎を包まない男性用尿吸収パッドの例（ポイズパッド（クレシア））

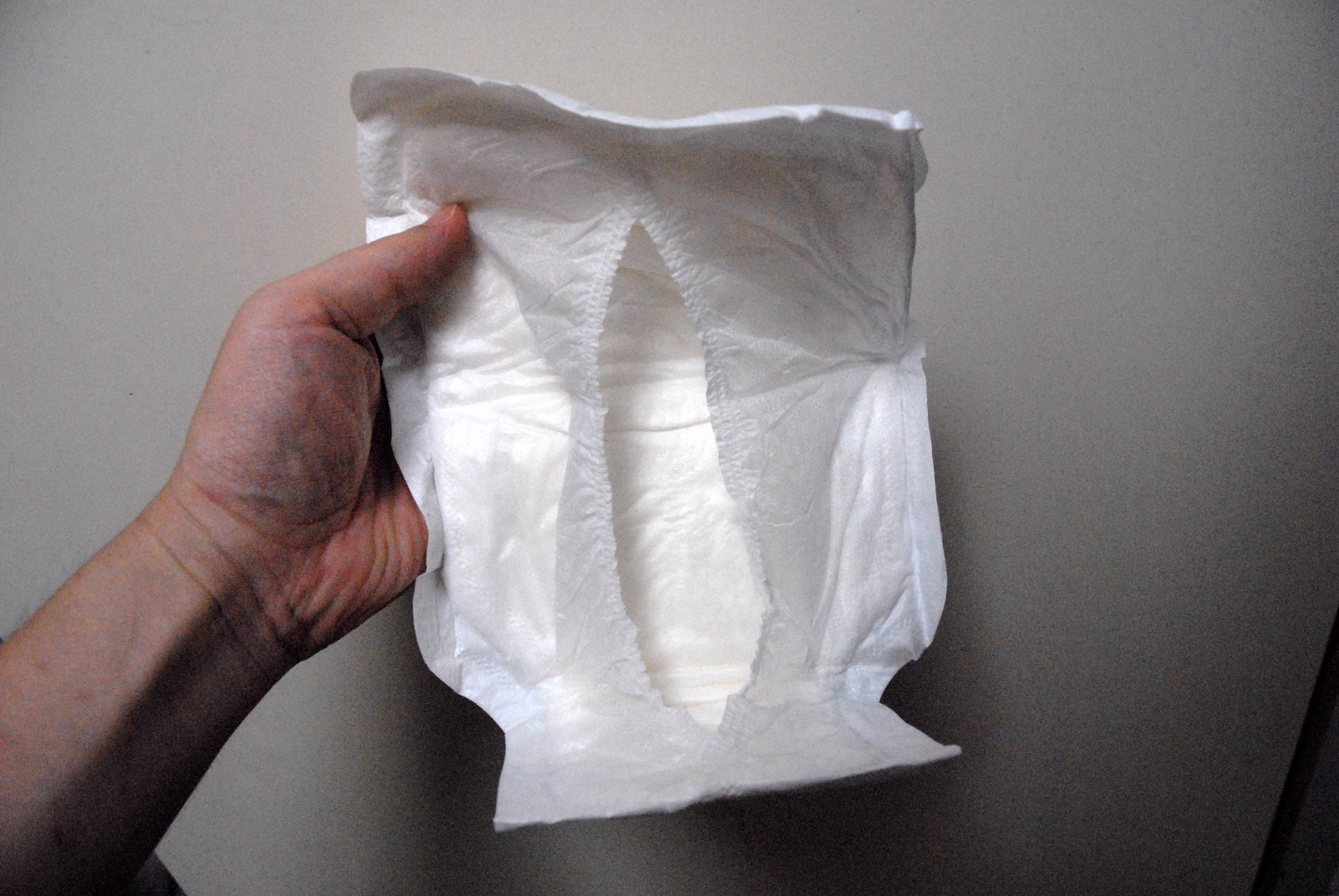
陰茎を包む男性用尿吸収パッドの例（Mr. Dry（リブドゥ））

尿吸収パッド（にょうきゅうしゅうパッド）は排尿障害（尿失禁）用の尿専用の吸収目的のパッド。下着の内側に、肌に当てて使用する。尿の場合、尿専用の工夫がある。尿の吸収性を高め、アンモニアの臭いを防ぐ工夫や皮膚接触する面は尿による不快感を防ぎ、尿漏れや汚れも防ぐよう設計されている。排尿トラブルの症状に合わせて、ナプキンのような形状のもの、男性の陰茎を包む型状のものが用いられるほか、組み立て型、リハビリ用や夜間介護用など形態はニーズにより多岐にわたる。人生のQOL（クオリティ・オブ・ライフ）、生活の質を高め、症状を改善し快適な生活を送る為にも必要とされる。人間もまた自然の一部であり、人類も自然の摂理から逃れることはできない。生物である以上、それぞれの自然史=ナチュラル・ヒストリーが存在するといえる。
日本衛生材料工業連合会のガイドラインにより、大人用紙おむつの一種として品名表示されている。

## 排尿障害
排尿トラブルはいつ誰に起こるとも知れない。事故や手術の後遺症など、あるいは病気の影響というケースもある。排尿障害は、女性は産後と、排尿抑制機能（尿意を感じても一定時間我慢する力）の弱い高校生以下の子供に多く、男性では年齢55歳以上に多くみられる。その影には前立腺がんなどの重篤な病気が潜んでいる可能性もある。昨今では生活習慣病の影響で若年齢化も進んでいる。前立腺がんの術後は膀胱出口の筋肉を損傷することから、多くの患者は尿漏れを起こすようになる。そのうちの約10%は経過後も尿漏れが治まらず生涯続くケースもある。
排尿のトラブル人口が増加するなか、中高年や高齢者、若い世代でも使われている。特に薄手のものは尿吸収ライナーとも呼ばれ、ユニ・チャーム、日本製紙クレシア、花王や白十字など数社から発売されている。